# Vildmarksleden
Vildmarksleden är en vandringsled i Göteborgsområdet som är cirka 42 km lång. Den går från Hindås station, Hindås i Härryda kommun via Stora Härsjön, Hornasjön, Härryda kommun samt Kåsjön i Partille kommun till Skatås motionscentrum i Göteborgs stad. Tidigare genomfördes en årlig arrangerad vandring utmed leden. Terrängloppet Skogsmaran gick 1972-1974 och återupptogs hösten 2014.
Från Maderna till Skatås har Vildmarksleden samma sträckning som Bohusleden. Leden går bitvis på grusvägar men mestadels på stigar. Leden går i ett relativt flackt landskap och det är endast när leden går över Getryggen i Delsjöskogens naturreservat som det finns brantare stigningar. Längs leden finns ett flertal utkiksplatser. Den som vandrar längs vildmarksleden kommer även att passera flera skogstjärnar och myrmarker, på flertalet av myrmarkerna finns spänger som underlättar vandringen. I Hindås ansluter Vildmarksleden vid Hindås station till Sjuhäradsleden (Knalleleden) som fortsätter mot Borås.